# Андреев, Анатолий Иосифович
Анато́лий Ио́сифович Андре́ев (20 января 1900 года, Ольвиополь — июль 1973 года, Ленинград) — советский военный деятель, генерал-лейтенант (1945).

## Начальная биография
Анатолий Иосифович Андреев родился в Ольвиополе, ныне часть города Первомайск (Николаевская область, Украина). Работал подсобным рабочим в Херсоне.

## Военная служба

### Гражданская война
С апреля 1918 года служил в рядах РККА.
В ходе Гражданской войны Андреев красноармейцем 1-го советского Латышского стрелкового полка 45-й стрелковой дивизии в составе Южной группы войск 12-й армии принимал участие в оборонительных боях против войск генерала А. И. Деникина под Одессой, затем в условиях окружения части дивизии отходили на север.
В середине сентября 1919 года в районе Житомира дивизия прорвала кольцо окружения и соединилась с частями 44-й стрелковой дивизии, а в ноябре 1919 года вошла в состав 14-й армии и участвовала в наступлении на Харьков, затем преследовала части Деникина на правобережье Днепра, боролись с вооружёнными формированиями Н. И. Махно на Украине.

### Межвоенное время
С декабря 1923 года Андреев командовал взводом 152-го стрелкового полка 51-й стрелковой дивизии в Украинском военном округе. В 1924 году учился на высших повторных разведывательных курсах Украинского военного округа в Харькове, затем продолжил служить в этом же полку на должностях командира роты и помощника командира батальона.
В апреле 1931 года окончил курсы усовершенствования комсостава «Выстрел», после чего был назначен на должность командира батальона в 75-м стрелковом полку 25-й стрелковой дивизии Украинского военного округа, а в сентябре 1932 года — на должность помощника начальника 3-го отделения 4-го управления Штаба РККА.
С мая 1933 года был слушателем Военной академии РККА им. М. В. Фрунзе, после окончания которой в мае 1936 года был назначен на должность начальника 1-й части штаба 24-й стрелковой дивизии Украинского военного округа, а в феврале 1938 года — на должность начальника штаба 46-й стрелковой дивизии этого же военного округа. В июне того же года был переведён в Закавказский военный округ на должность начальника штаба 47-й горнострелковой дивизии. С февраля 1939 года в этом же округе командовал 63-й горнострелковой дивизией в Тбилиси, а с октября — 20-й горнострелковой дивизией в Ленинакане. В сентябре 1940 года был назначен на должность заместителя начальника штаба Закавказского военного округа по тылу, а в марте 1941 года — на должность командира 136-й стрелковой дивизии.

### Великая Отечественная война
С началом Великой Отечественной войны 136-я стрелковая дивизия под командованием генерал-майора А. И. Андреева вела боевые действия на Южном фронте.
В январе 1942 года Анатолий Иосифович Андреев был назначен на должность командира 4-й гвардейской стрелковой дивизии 59-й армии Ленинградского фронта, в мае 1943 года — на должность заместителя командующего 2-й ударной армией и одновременно исполняющего должность командира 43-го стрелкового корпуса. С сентября 1943 года и до конца войны — командир этого корпуса. В составе 2-й ударной, 8-й, 23-й, 59-й, 67-й армий Ленинградского фронта корпус принимал участие в Мгинской и Ленинградско-Новгородской наступательных операциях. Во взаимодействии с другими подразделениями 59-й армии 1-го Украинского фронта 43-й стрелковый корпус участвовал в Сандомирско-Силезской и Верхнее-Силезской операциях, в ходе которых в январе 1945 года были освобождены города Бендзин, Домброва-Гурнича, Семяновице-Слёнске, Сосновец, Катовице, Козель, Краппитц. За умелое командование корпусом в этих операциях генерал-майор Анатолий Иосифович Андреев был награждён орденом Суворова 2-й степени. В мае 1945 года корпус участвовал в Пражской наступательной операции.

### Послевоенная карьера
После войны генерал-лейтенант Анатолий Иосифович Андреев был назначен на должность заместителя командующего 7-й гвардейской армией, с февраля 1946 года — на должность командира 31-го гвардейского стрелкового корпуса, с мая — на должность старшего преподавателя Высшей военной академии им. К. Е. Ворошилова, с октября 1947 года — на должность заместителя начальника Военной академии связи.
В августе 1949 года генерал-лейтенант Анатолий Иосифович Андреев вышел в отставку. Умер в Ленинграде 3 августа 1973 года. Похоронен на Мемориальном военном кладбище в пос. Мартышкино Петродворцового района Санкт-Петербурга.
Умер в июле 1973 года в Ленинграде.

## Воинские звания
- Капитан (30.12.1935)
- Майор
- Полковник
- Комбриг — 4.11.1939
- Генерал-майор — 04.06.1940
- Генерал-лейтенант — 20.04.1945

## Награды
- Орден Ленина (21.02.1945);
- Три ордена Красного Знамени (1.01.1942, 3.11.1944, ...);
- Два ордена Суворова 2-й степени (6.04.1945, 29.06.1945);
- Орден Кутузова 2-й степени (21.02.1944);
- 9 медалей, в том числе «За оборону Ленинграда», «За победу над Германией в Великой Отечественной войне 1941-1945гг.»;
- Серебряный крест ордена «Virtuti militari (Польша);
- Рыцарский крест ордена Возрождения Польши (Польша);
- Орден «Крест Грюнвальда» 3-й степени (Польша);
- Медаль «За Одру, Нису и Балтику» (Польша);
- Медаль «Победы и Свободы» (Польша);
- Серебряная Медаль «За укрепление дружбы по оружию» (Чехословакия);
- Почётное оружие (именная шашка);
- Почётный гражданин города Мезиржичи (Чехословакия, 1945 г.)[1].